# Constantine (Algeriet)
 Denne artikel omhandler en by i Algeriet. Opslagsordet har også en anden betydning, se Constantine.
Constantine (arabisk: قسنطينة) er en by i det nordøstlige Algeriet. Den ligger ca. 80 kilometer fra Middelhavets kyst. Med et indbyggertal på cirka 465.138 (2012) indbyggere er den Algeriets tredjestørste by. Byen er hovedby i provinsen af samme navn.